# Джоель Фелікс
Джоель Расмус Фелікс (дан. Joel Rasmus Felix, нар. 13 січня 1998, Сінт-Мартен) — данський футболіст, центральний захисник німецького клубу «Армінія».

## Ігрова кар'єра

### Клубна
Джоель Фелікс є вихованцем данських столичних клубів В.93 та «Копенгаген». В березні 2016 року футболіст провів першу гру в основі «Копенгагена» але офіційний його дебют на професійному рівні відбувся в липні 2017 року після переходу до нідерландського «Твенте», де Фелікс грав за резервний склад «Йонг Твенте» в другому дивізіоні. Контракт з «Твенте» був підписаний на два роки з опцією продовження ще на один рік.
Сезон 2019/20 Фелікс провів у данському клубі «Нествед», а в серпні 2020 року підписав чотирирічний контракт з «Сількеборгом». Вже у першому сезоні, посівши друге місце у другому дивізіоні, Джоель разом з клубом підвищився в класі. 6 серпня 2021 року Фелікс зіграв першу гру в данській Суперлізі.
В червні 2024 року Фелікс приєднався до клубу німецької Третьої ліги «Армінія». 4 серпня захисник провів першу гру в новій команді. За результатами сезону разом з командою Фелікс виграв турнір Третьої ліги та вийшов до Другої Бундесліги.

### Збірна
Батько Джоеля є вихідцем з Сент-Люсії. Сам Джоель з 2015 року виступав за юнацькі збірні Данії.

## Титули
Сількеборг
 Переможець Кубка Данії: 2023/24
Армінія
- Переможець Ліги 3: 2024/25